# Джанникедда, Джулиано
Джулиано Джанникедда (итал. Giuliano Giannichedda; род. 21 сентября 1974, Понтекорво, Лацио) — итальянский футболист, полузащитник. Впоследствии тренер.

## Карьера

### В клубах
Наиболее известен по выступлениям за «Удинезе» (победитель Кубка Интертото 2000) и «Лацио» (Кубок Италии 2003/04). С 2005 по 2007 год выступал за «Ювентус» (в частности, помог клубу вернуться в серию А после скандального изгнания).
Завершил карьеру игрока по окончании сезона 2007/08, проведённого в составе «Ливорно», в итоге вылетевшего из Серии A.

### В сборных
Выступал за олимпийскую сборную Италии. В 1999 году отыграл 3 матча в составе первой команды страны.